# Sh2-152
Sh2-152 est une petite nébuleuse en émission visible dans la constellation de Cassiopée.
Elle est située sur le bord ouest de la constellation, près de la frontière avec Céphée. La période la plus appropriée pour son observation dans le ciel du soir tombe entre les mois de juillet et décembre et elle est considérablement facilitée pour les observateurs situés dans les régions de l'hémisphère boréal, où elle se produit circumpolaire jusqu'aux régions tempérées chaudes.
Sh2-152 est une région H II qui fait partie d'une région de formation d'étoiles qui comprend également Sh2-153 à proximité. Ce système est situé sur le bras de Persée à une distance d'environ 4 700 pc (∼15 300 al). L'ionisation des gaz dans le complexe se produit par une étoile bleue de classe spectrale O9V, ainsi que par les étoiles de l'amas ouvert King 10. Huit sources de rayonnement infrarouge sont connues dans la région, y compris l'étoile variable V627 Cassiopeiae, plus sept masers, dont deux avec des émissions OH, quatre avec des émissions H2O et une avec des émissions CH3OH,,.
Selon plusieurs études, ces deux nébuleuses constituent l'un des deux principaux rassemblements d'un nuage moléculaire géant connu sous le nom de [UUT2000] Cloud A, qui avec une masse de 105 000 M☉ est l'un des nuages les plus grands et les plus massifs connus dans cette section du bras de Persée. Le deuxième épaississement correspond aux nébuleuses Sh2-148 et Sh2-149, situées plus à l'ouest,.